# 安蒂奧克 (喬治亞州波爾克縣)
安蒂奥克（英語：Antioch）是位於美國喬治亞州波爾克縣的一個非建制地區。該地的面積和人口皆未知。

## 地理
安蒂奥克的座標為33°57′12″N 85°09′41″W / 33.95333°N 85.16139°W，而該地的平均海拔高度為262米（即860英尺）。